# Museo dei presepi e dell'arte popolare Maranatha
Inaugurato nel dicembre del 2000, l'anno del Grande Giubileo, il Museo dei presepi e dell'arte popolare Maranatha, situato a Lutago in Valle Aurina, riporta nel nome la parola aramaica Maranatha che significa "Vieni Signore Gesù".
Nato dalla passione per i presepi della famiglia Gartner,nel solco della secolare tradizione presepistica altoatesina, il museo è stato più volte ampliato ed è tuttora in continua evoluzione grazie al lavoro di scultori, presepisti e artisti che creano gli scenari e i fondali dipinti per completare la ricostruzione della nascita di Gesù.
Si tratta di un'esposizione permanente che accoglie presepi provenienti da tutto il mondo, di varie dimensioni e realizzati con i materiali più diversi: legno, terracotta, ceramica, gesso, carta, cera, stoffa, pietra e cristallo. Vi si trovano presepi antichi che vantano più di trecento anni, ma anche presepi moderni e contemporanei. Alcune opere sono di proprietà della famiglia ideatrice, altre sono state date in prestito da alcune sedi dell'AIAP, altre ancora provengono da donazioni. 
Grande risalto è dato ai presepi alpini e in particolare a quelli tradizionali della Valle Aurina; scolpiti nel legno e che rappresentano accanto al mistero del Natale, scene di vita contadina di un tempo. Queste opere sono esposte in una sala che riproduce fedelmente un antico fienile tirolese(Stadel) costruito con il legno di un vecchio maso di Predoi risalente al 1725.
Non meno importante è lo spazio dedicato al presepe biblico, dove i personaggi e le ambientazioni sono ispirati allo stile orientale e mediterraneo. In questa sezione è possibile ammirare, tra gli altri, un presepe temporale siciliano che ripercorre gli episodi salienti della vita di Cristo, dall'Annunciazione fino alla Risurrezione. Particolare è pure il presepe panoramico con statue a grandezza naturale. Sempre in questa sezione è possibile ammirare anche l'Osterkrippe cioè il presepio di Pasqua.

## Galleria d'immagini

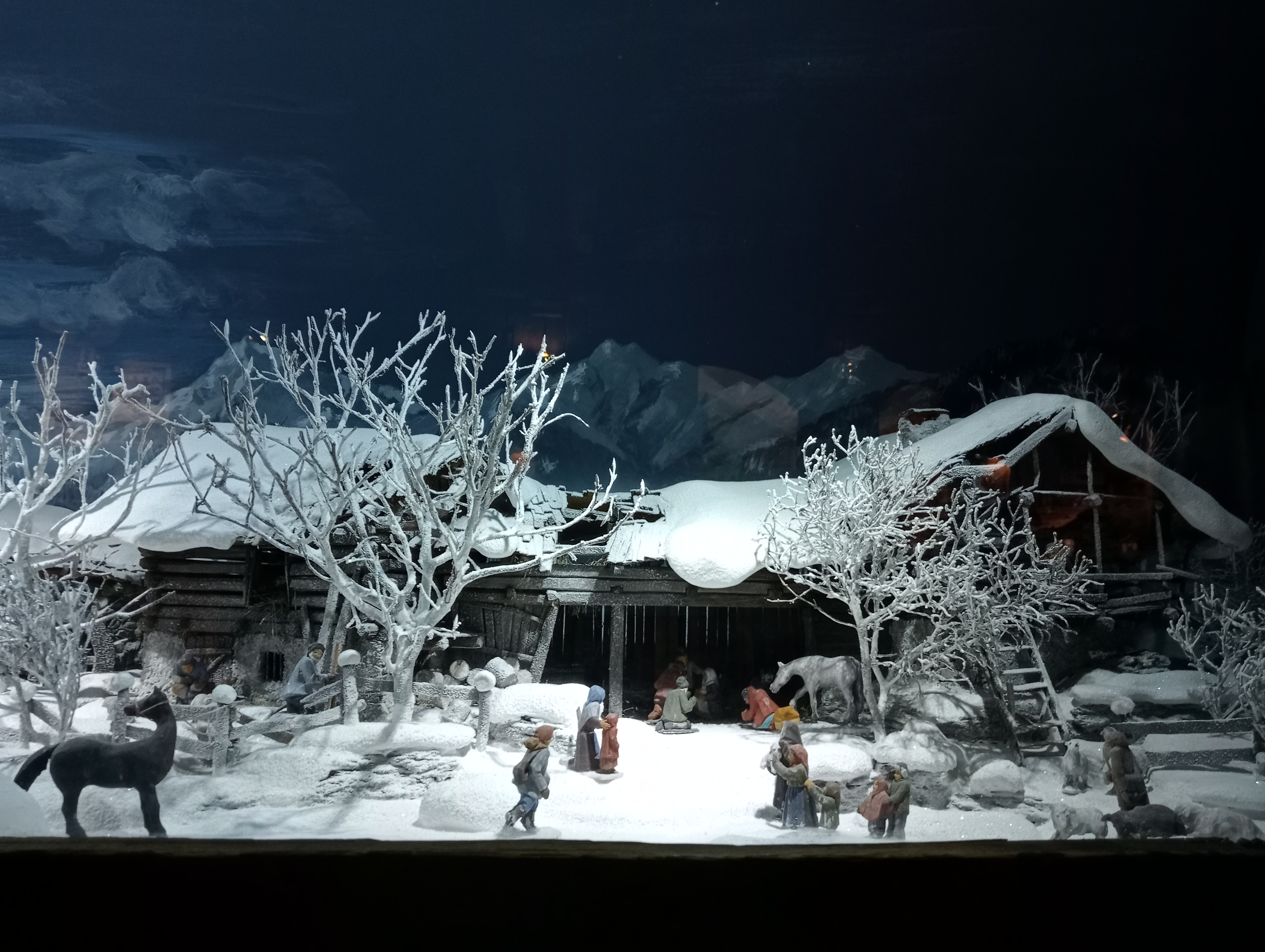
Presepe invernale tirolese
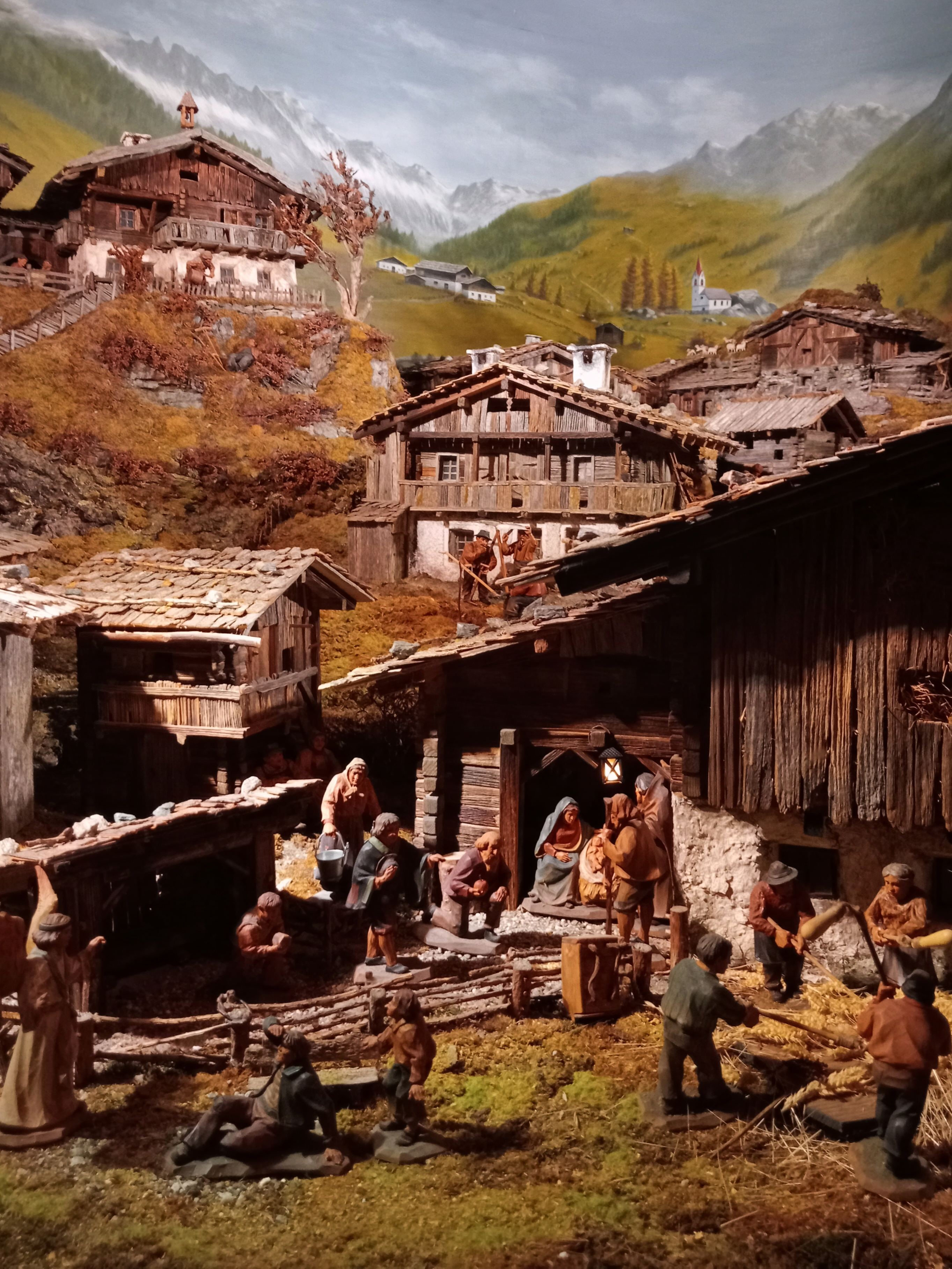
Presepe Tradizionale della Valle Aurina
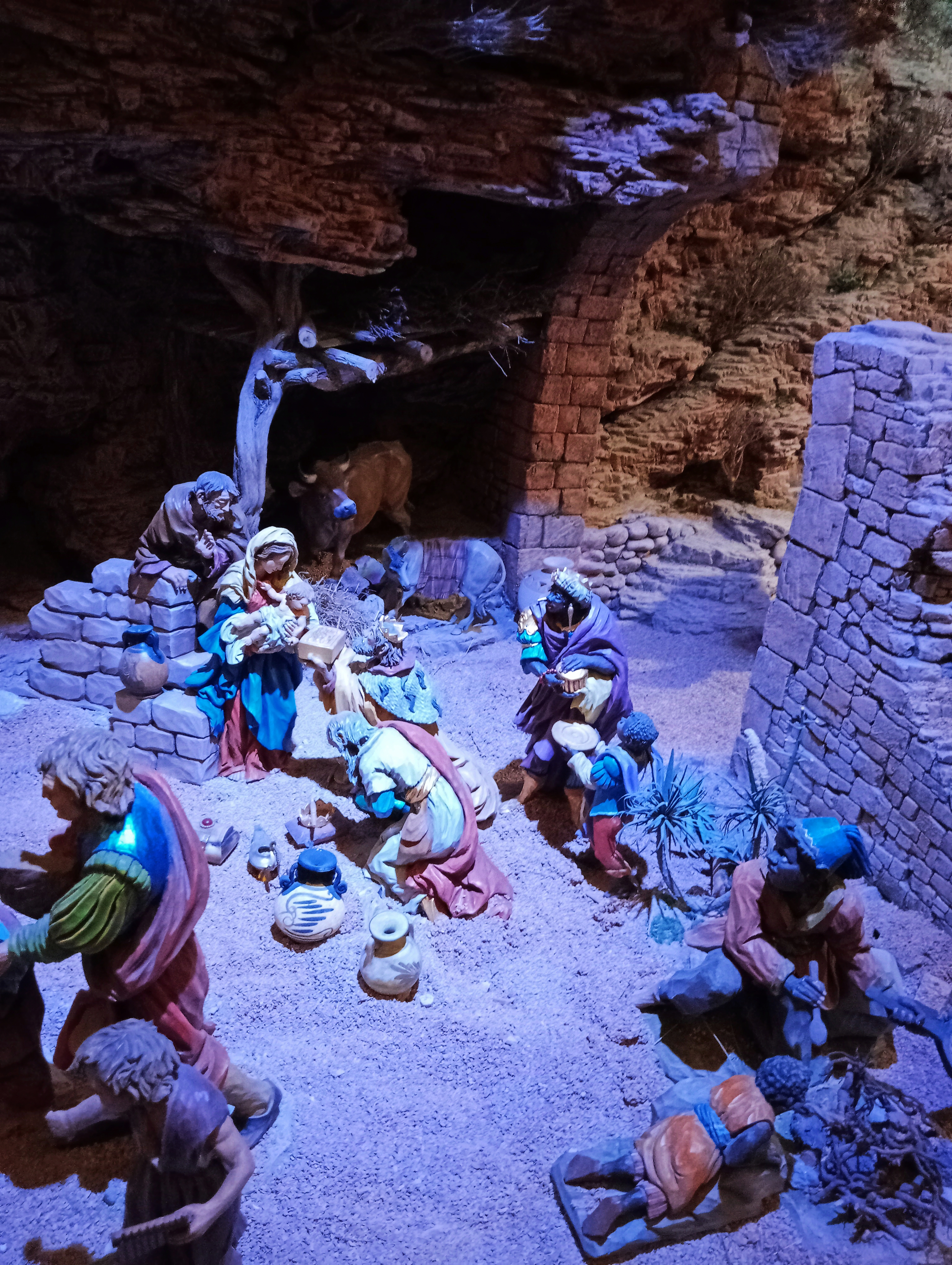
Presepe dei tre magi
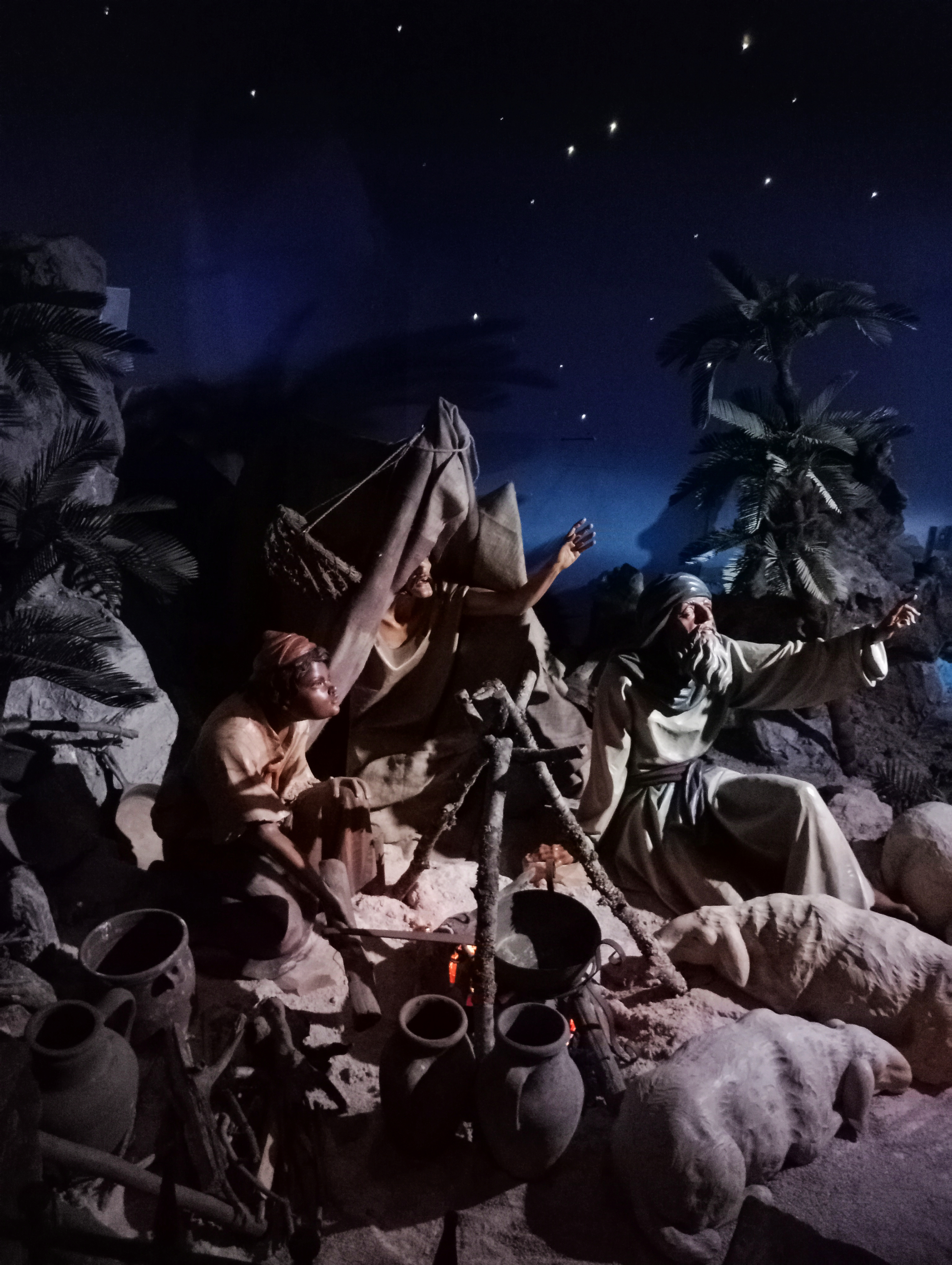
Annuncio ai pastori (Presepe panoramico)
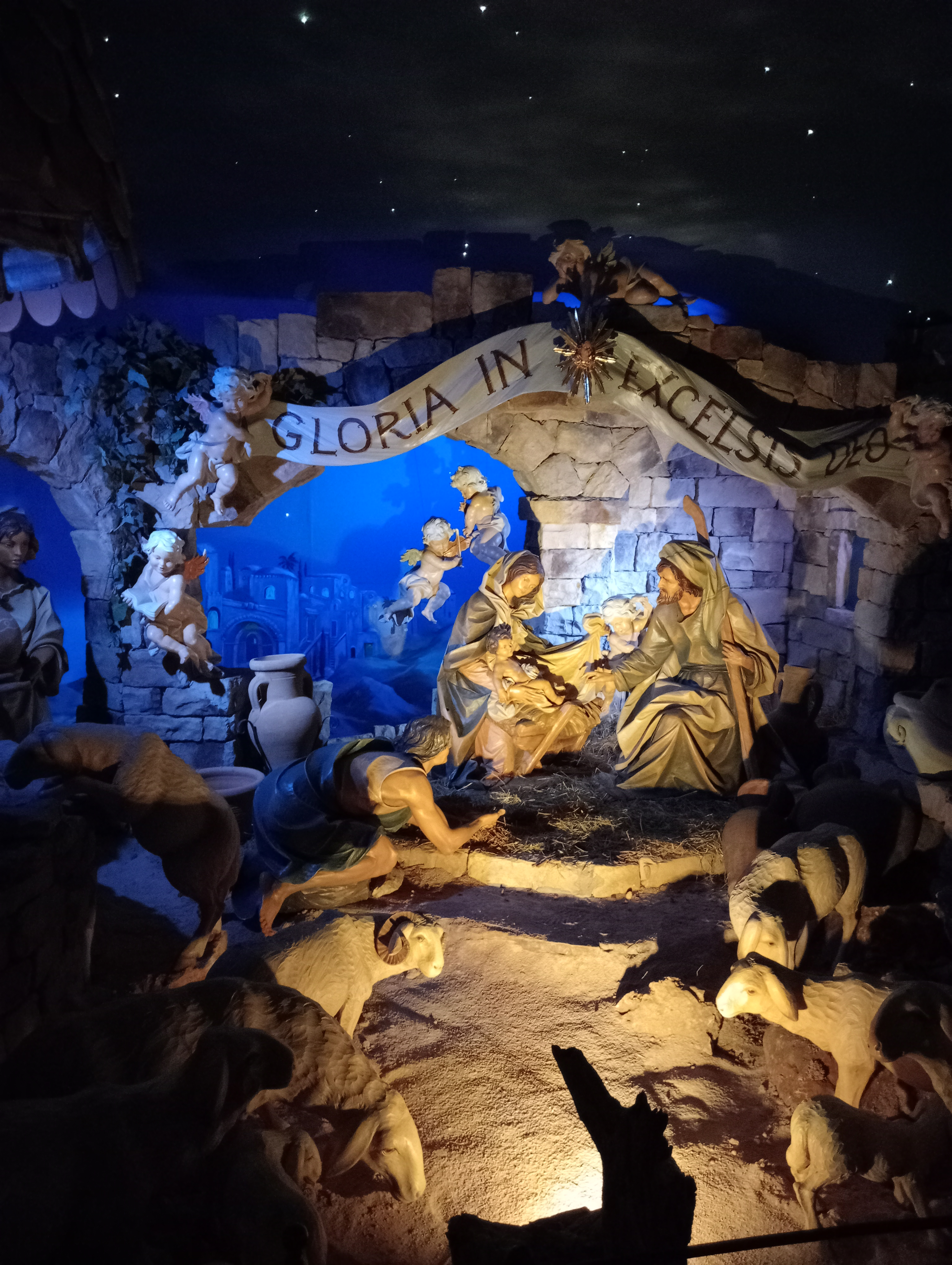
Natività (presepe panoramico)
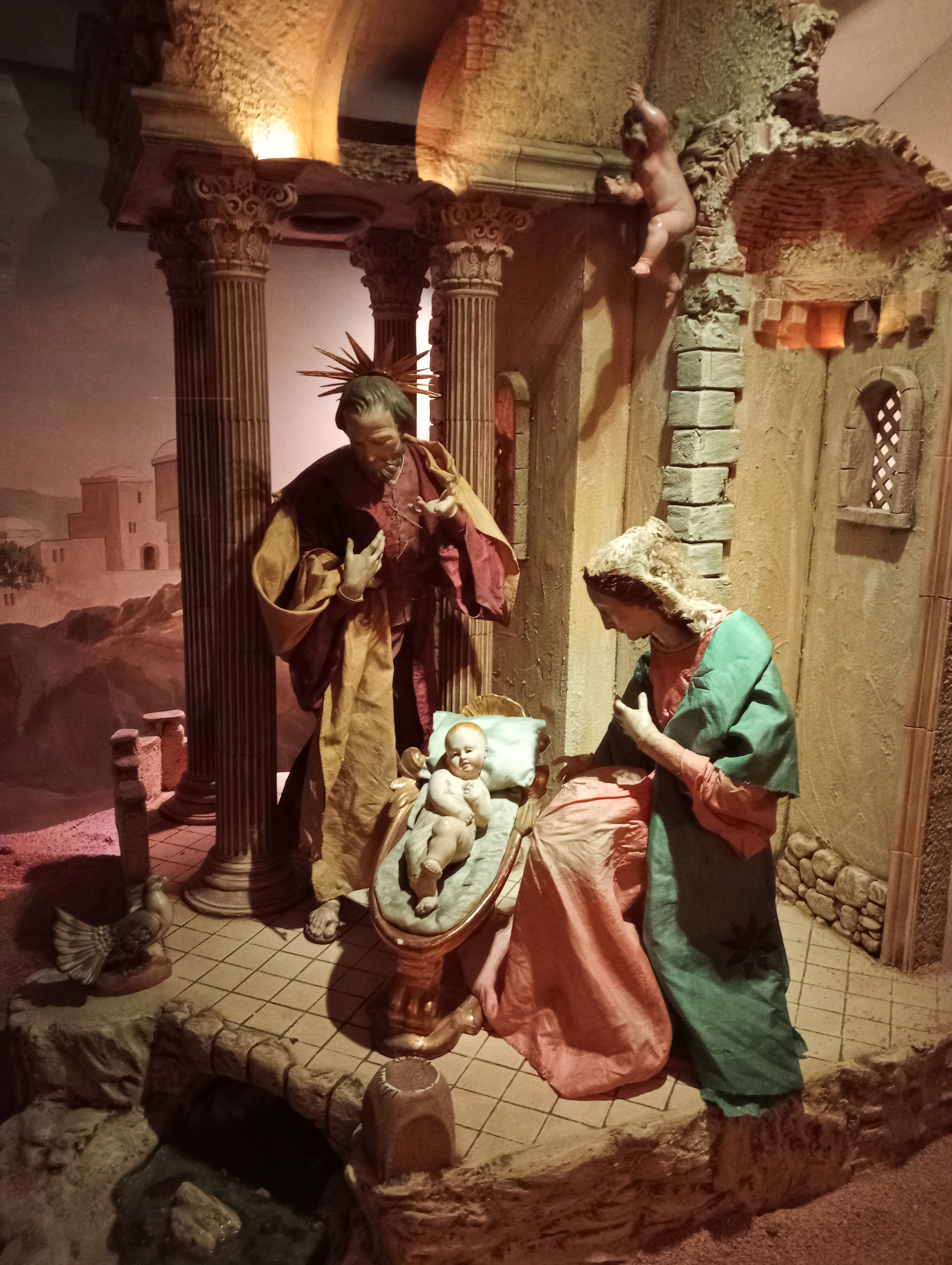
Presepe napoletano
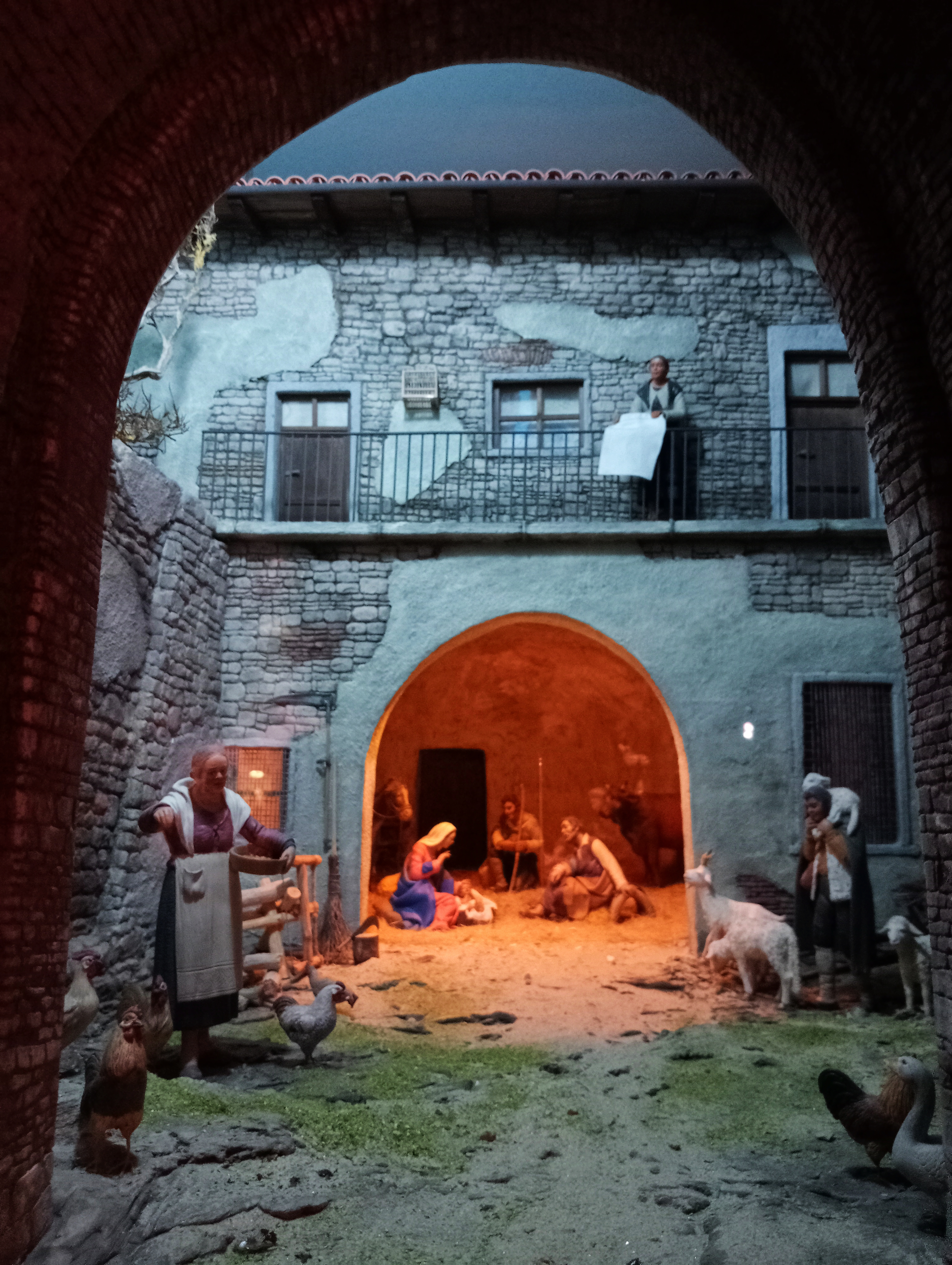
Presepio lombardo
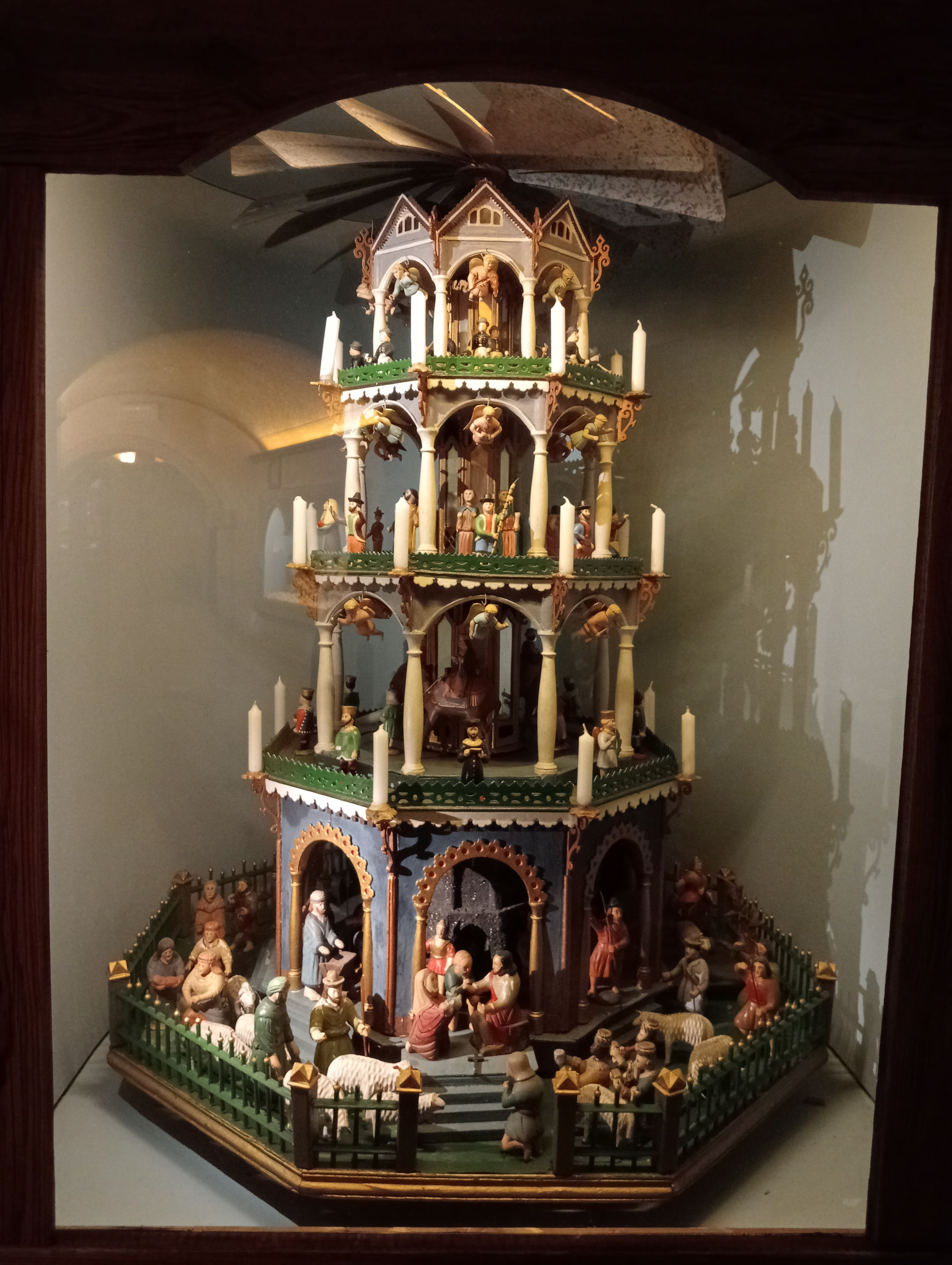
Presepe tedesco - piramide natalizia
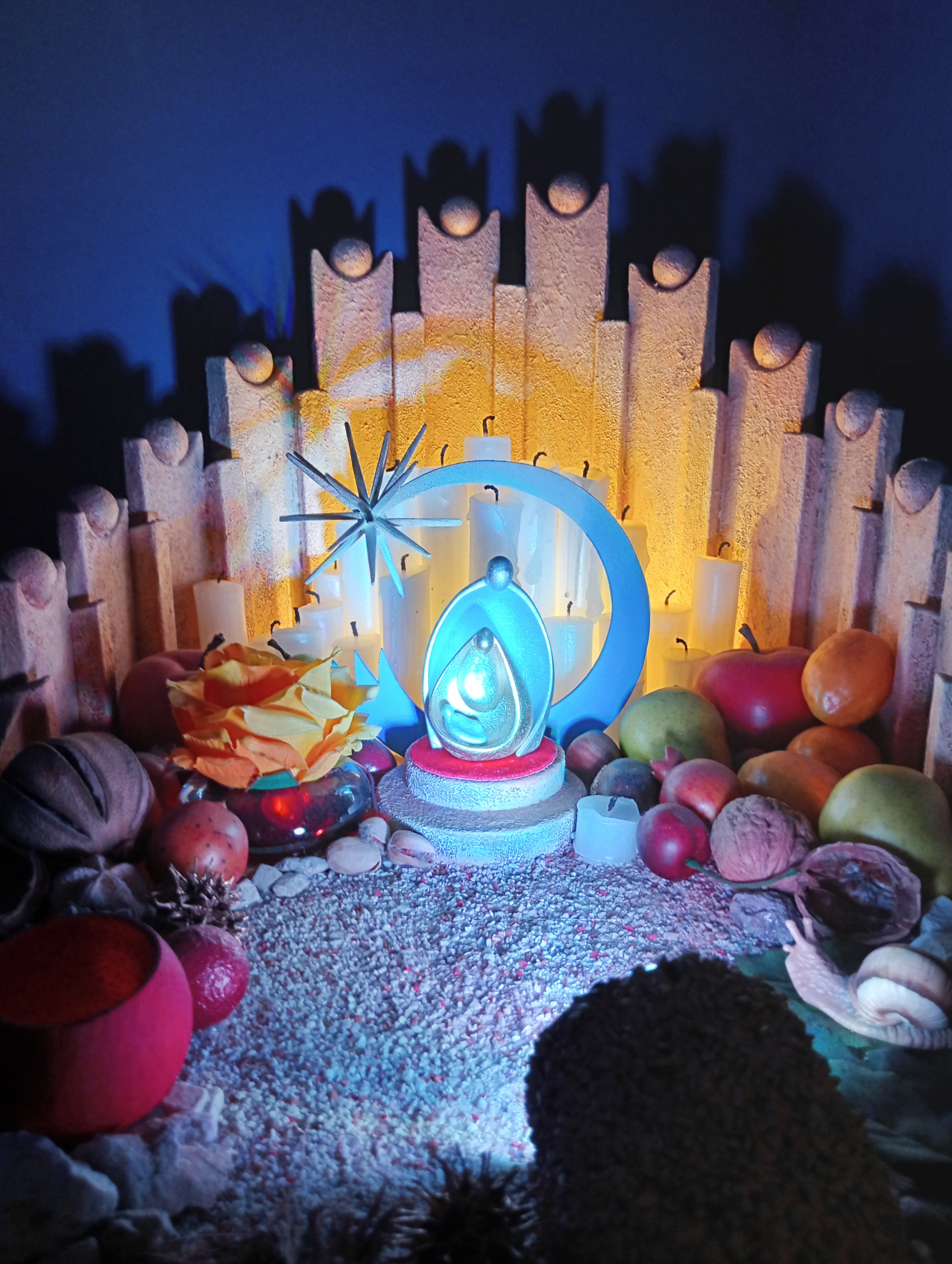
Presepe moderno
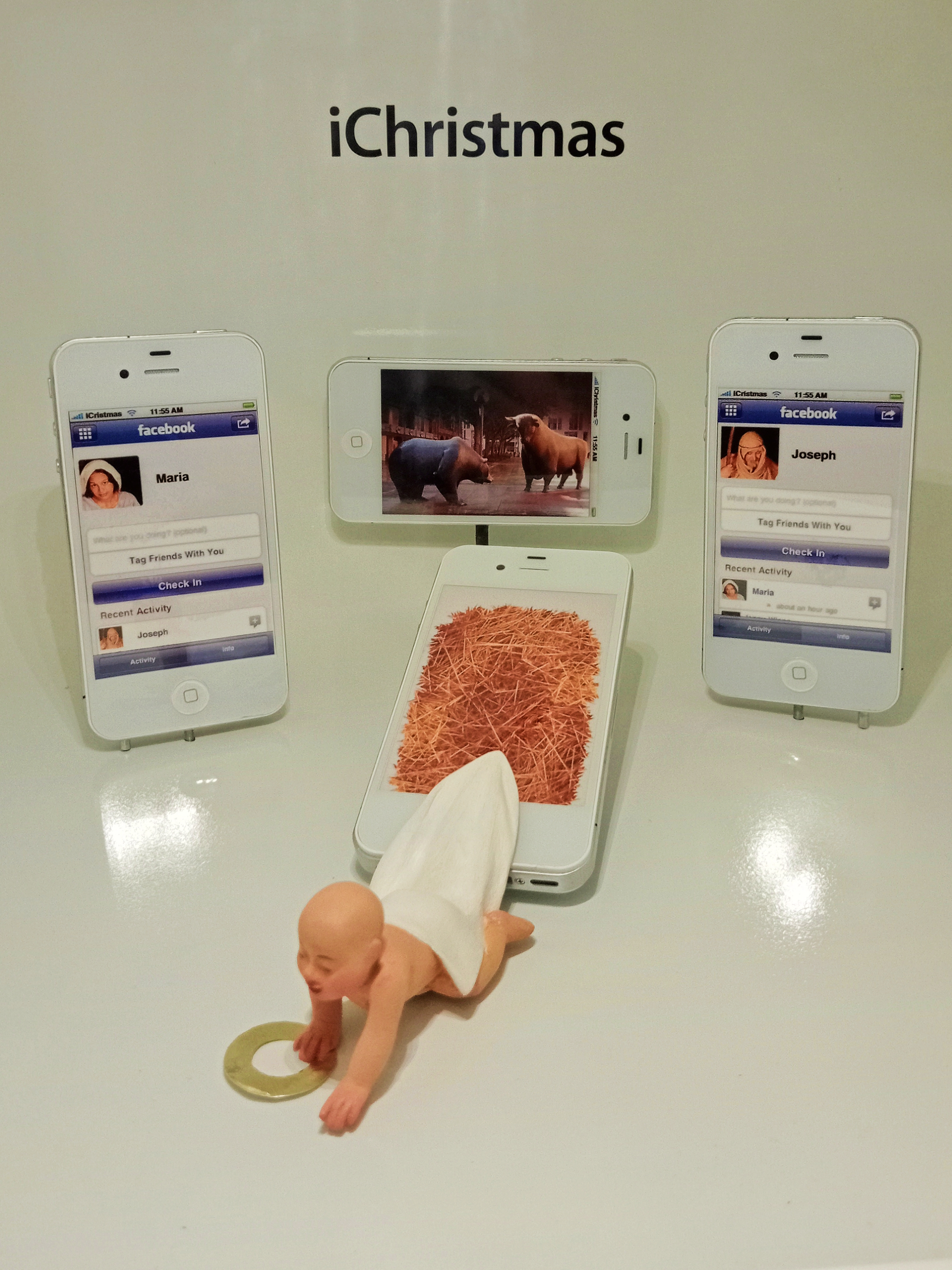
Presepe virtuale